# ディズニーデジタル3-D
ディズニーデジタル3-Dは、デジタルプロジェクターを使って上映されるディズニーの3D映画のブランド名である。

ロゴ

ディズニーデジタル3-Dは、上映手法や制作フォーマット、技術の名前ではない。ディズニーデジタル3-Dと宣伝される作品はRealD、ドルビー3D、XpanD、MasterImage 3Dなどのデジタル3D技術を使用し制作されている。

## 歴史

### 2005年以前のディズニーの3D映画
ディズニーは1953年に、同社初となる3D用の短編アニメーション『メロディー』と、ドナルドダックとチップ＆デールが出演する『リスのピーナッツ』を発表した。
ディズニーはテーマパーク用の3D映画も制作しており、ミッキーマウスクラブのマウスケティアーズが登場する『ディズニーランド3Dジャンボリー』（1956年）、『メロディー』『リスのピーナッツ』をはじめ、『マジック・ジャーニー』（1982年）『キャプテンEO』（1986年）『マペット・ビジョン3D』（1991年）『ミクロ・オーディエンス』（1994年）『イッツ・タフ・トゥ・ビー・ア・バグ！』（1998年）などがある。東京ディズニーシーのアトラクションである「マジックランプシアター」の上映部分や、「ミッキーのフィルハーマジック」（2003年）などがある。
2003年から2005年にかけて、ディメンション・フィルムズ（当時ウォルト・ディズニー・カンパニー傘下）は2本の3D映画を制作していた。その2本は、『スパイキッズ3-D:ゲームオーバー』と『シャークボーイ&マグマガール 3-D』である。

### 2005年以降のディズニーの3D映画
ディズニー・デジタル3-D映画の第一弾は、2005年末に公開された「チキン・リトル」である。この作品の公開において、ディズニーはRealDと提携し、RealDの3Dデジタルプロジェクションシステムを搭載したクリスティCP2000 2KDLPプロジェクターとシルバースクリーンをアメリカの84スクリーンの映画館に導入した。
CGアニメーションの『チキン・リトル』に続き、『ナイトメアー・ビフォア・クリスマス』が2006年から毎年のハロウィンシーズンに公開された。同作品は1993年にタッチストーン・ピクチャーズが製作したストップモーションで撮影した映画として公開されたが、オリジナルは35mmフィルムからデジタルリマスター化した2D映像だった。3Dバージョンはこの素材を元に最新技術を駆使し、インダストリアル・ライト&マジックによって変換されたものである。
2007年にはディズニーは1953年の短編アニメーションを3D化し、『リスのピーナッツ』を再公開した。これは3D版『ルイスと未来泥棒』の併映である。
ディズニー・デジタル3-Dの最初の実写作品は、2008年に公開された『ハンナ・モンタナ ザ・コンサート 3D』である。2009年には、プロデューサーのジェリー・ブラッカイマーが製作したディズニー・デジタル3-D初の作品となる『スパイアニマル・Gフォース』が公開された。
2009年5月29日、ディズニーはピクサー作品として初めて3-Dで上映された『カールじいさんの空飛ぶ家』を公開した。この作品に続き、2009年10月2日には『トイ・ストーリー』と『トイ・ストーリー2』の3Dによる2本立てが再公開されたが、これらの作品のアニメーションはどちらも変更されていない。その後の『トイ・ストーリー3』や『カーズ2』などのピクサー作品も、ディズニー・デジタル3-Dで公開された。
『ライオン・キング』は8月26日、北米では9月16日に公開され、『美女と野獣』は9月にロサンゼルスのエル・キャピタン劇場で13日間の限定公開、ニュージーランド、日本、オーストラリア、インド、スペインでは2010年に期間限定公開された。これらの再公開は、両作品をプロデュースしたドン・ハーンが監修している。3Dの『美女と野獣』は2012年1月13日に拡大公開された。2012年にはさらに2つの映画が3Dで再上映された。9月14日に『ファインディング・ニモ』、12月19日に『モンスターズ・インク』である。リトル・マーメイドは2013年9月13日に3Dで再公開される予定だったが、他のディズニーの3D再公開作品の不振により、予告無く中止となった。しかし、3D版『リトル・マーメイド』は、2013年9月から10月までエル・キャピタン劇場で期間限定上映された。

## 作品

### 長編作品

#### 新作
| 邦題 / 原題                                                                                  | 公開日         | 日本公開日     |
| -------------------------------------------------------------------------------------------- | -------------- | -------------- |
| チキン・リトル Chicken Little                                                                | 2005年11月04日 | 2005年12月23日 |
| ルイスと未来泥棒 Meet the Robinsons                                                          | 2007年03月30日 | 2007年12月22日 |
| ハンナ・モンタナ ザ・コンサート 3D Hannah Montana & Miley Cyrus: Best of Both Worlds Concert | 2008年2月1日   | 2009年05月16日 |
| ボルト Bolt                                                                                  | 2008年11月21日 | 2009年08月01日 |
| ジョナス・ブラザーズ ザ・コンサート 3D Jonas Brothers: The 3D Concert Experience             | 2009年2月27日  | 2009年05月30日 |
| カールじいさんの空飛ぶ家 Up                                                                  | 2009年05月29日 | 2009年12月05日 |
| スパイアニマル・Gフォース G-Force                                                            | 2009年07月24日 | 2010年03月20日 |
| Disney's クリスマス・キャロル A Christmas Carol                                              | 2009年11月6日  | 2009年11月14日 |
| アリス・イン・ワンダーランド Alice in Wonderland                                             | 2010年03月05日 | 2010年04月17日 |
| トイ・ストーリー3 Toy Story 3                                                                | 2010年06月18日 | 2010年07月10日 |
| 塔の上のラプンツェル Tangled                                                                 | 2010年11月24日 | 2011年03月12日 |
| トロン: レガシー Tron: Legacy                                                                | 2010年12月17日 | 2010年12月17日 |
| 少年マイロの火星冒険記3D Mars Needs Moms                                                     | 2011年03月11日 | 2011年04月23日 |
| パイレーツ・オブ・カリビアン/生命の泉 Pirates of the Caribbean: On Stranger Tides            | 2011年05月20日 | 2011年05月20日 |
| カーズ2 Cars 2                                                                               | 2011年06月24日 | 2011年07月30日 |
| ジョン・カーター John Carter                                                                 | 2012年03月09日 | 2012年04月13日 |
| メリダとおそろしの森 Brave                                                                   | 2012年06月22日 | 2012年07月21日 |
| フランケンウィニー Frankenweenie                                                             | 2012年10月05日 | 2012年12月15日 |
| シュガー・ラッシュ Wreck-It Ralph                                                            | 2012年11月02日 | 2013年03月23日 |
| オズ はじまりの戦い Oz the Great and Powerful                                                | 2013年03月08日 | 2013年03月08日 |
| モンスターズ・ユニバーシティ Monsters University                                             | 2013年06月21日 | 2013年07月06日 |
| プレーンズ Planes                                                                            | 2013年08月09日 | 2013年12月21日 |
| アナと雪の女王 Frozen                                                                        | 2013年11月27日 | 2014年03月14日 |
| マレフィセント Maleficent                                                                    | 2014年05月30日 | 2014年07月05日 |
| プレーンズ2/ファイアー＆レスキュー Planes: Fire and Rescue                                   | 2014年07月18日 | 2014年07月19日 |
| ベイマックス Big Hero 6                                                                      | 2014年11月07日 | 2014年12月20日 |
| インサイド・ヘッド Inside Out                                                                | 2015年06月19日 | 2015年07月18日 |
| アーロと少年 The Good Dinosaur                                                               | 2015年11月25日 | 2016年03月12日 |
| ザ・ブリザード The Finest Hours                                                              | 2016年01月29日 | 2016年02月27日 |
| ズートピア Zootopia                                                                          | 2016年03月04日 | 2016年04月23日 |
| ジャングル・ブック The Jungle Book                                                           | 2016年04月15日 | 2016年08月11日 |
| アリス・イン・ワンダーランド/時間の旅 Alice Through the Looking Glass                        | 2016年05月27日 | 2016年07月01日 |
| ファインディング・ドリー Finding Dory                                                        | 2016年06月17日 | 2016年07月16日 |
| BFG: ビッグ・フレンドリー・ジャイアント The BFG                                              | 2016年07月01日 | 2016年09月17日 |
| ピートと秘密の友達 Pete's Dragon                                                             | 2016年08月19日 | 2016年12月23日 |
| モアナと伝説の海 Moana                                                                       | 2016年11月23日 | 2017年03月10日 |
| 美女と野獣 Beauty and the Beast                                                              | 2017年03月17日 | 2017年04月21日 |
| パイレーツ・オブ・カリビアン/最後の海賊 Pirates of the Caribbean: Dead Men Tell No Tales     | 2017年05月26日 | 2017年07月01日 |
| カーズ/クロスロード Cars 3                                                                   | 2017年06月16日 | 2017年07月15日 |
| リメンバー・ミー Coco                                                                        | 2017年11月22日 | 2018年03月16日 |
| リンクル・イン・タイム A Wrinkle in Time                                                     | 2018年03月09日 | 2019年04月03日 |
| インクレディブル・ファミリー Incredibles 2                                                   | 2018年06月15日 | 2018年08月01日 |
| くるみ割り人形と秘密の王国 The Nutcracker and the Four Realms                                | 2018年11月2日  | 2018年11月30日 |
| シュガー・ラッシュ:オンライン Ralph Breaks the Internet                                      | 2018年11月21日 | 2018年12月21日 |
| ダンボ Dumbo                                                                                 | 2019年03月29日 | 2019年03月29日 |
| アラジン Aladdin                                                                             | 2019年05月24日 | 2019年06月07日 |
| トイ・ストーリー4 Toy Story 4                                                                | 2019年06月21日 | 2019年07月12日 |
| ライオン・キング The Lion King                                                               | 2019年07月19日 | 2019年08月09日 |
| マレフィセント2 Maleficent: Mistress of Evil                                                 | 2019年10月18日 | 2019年10月18日 |
| アナと雪の女王2 Frozen 2                                                                     | 2019年11月22日 | 2019年11月22日 |
| 2分の1の魔法 Onward                                                                          | 2020年03月06日 | 2020年08月21日 |
| ムーラン Mulan                                                                               | 2020年09月04日 | 2020年09月04日 |
| ソウルフル・ワールド Soul                                                                    | 2020年12月25日 | 2020年12月25日 |
| ラーヤと龍の王国 Raya and the Last Dragon                                                    | 2021年03月05日 | 2021年03月05日 |
| あの夏のルカ Luca                                                                            | 2021年06月18日 | 2021年06月18日 |
| ジャングル・クルーズ Jungle Cruise                                                           | 2021年07月30日 | 2021年07月29日 |
| ミラベルと魔法だらけの家 Encanto                                                             | 2021年11月24日 | 2021年11月26日 |
| 私ときどきレッサーパンダ Turning Red                                                         | 2022年03月11日 | 2022年03月11日 |

#### 再上映
| 邦題 / 原題                                                                             | 公開日         | 日本公開日     |
| --------------------------------------------------------------------------------------- | -------------- | -------------- |
| ナイトメアー・ビフォア・クリスマス The Nightmare Before Christmas（1993）               | 2006年10月20日 | 2006年10月21日 |
| トイ・ストーリー Toy Story（1995） and トイ・ストーリー2 Toy Story 2（1999）（2本立て） | 2009年10月02日 | 2010年02月06日 |
| ライオン・キング The Lion King（1994）                                                  | 2011年09月16日 | 2011年10月08日 |
| 美女と野獣 Beauty and the Beast（1991）                                                 | 2012年01月13日 | 2010年10月09日 |
| ファインディング・ニモ Finding Nemo（2003）                                             | 2012年09月14日 | 2012年9月15日  |
| モンスターズ・インク Monsters, Inc.（2001）                                             | 2012年12月19日 | 2013年02月09日 |

### 短編作品

#### 新作
| 邦題 / 原題                                                                                            | 公開日         | 日本公開日     | 同時上映作品                                              |
| --- | -------------- | -------------- | --------------------------------------------------------- |
| リスのピーナッツ Working for Peanuts                                                                   | 2007年03月30日 | 2007年12月22日 | ルイスと未来泥棒                                          |
| メーターの東京レース Tokyo Mater （ピクサー・アニメーション・スタジオ）                                | 2008年12月12日 | 2009年08月01日 | ボルト （ウォルト・ディズニー・アニメーション・スタジオ） |
| 晴れ ときどき くもり Partly Cloudy                                                                     | 2009年05月29日 | 2009年12月05日 | カールじいさんの空飛ぶ家                                  |
| デイ&ナイト Day & Night                                                                                | 2010年06月18日 | 2010年07月10日 | トイ・ストーリー3                                         |
| ハワイアン・バケーション Hawaiian Vacation                                                             | 2011年06月24日 | 2011年07月30日 | カーズ2                                                   |
| 月と少年 La Luna                                                                                       | 2012年06月22日 | 2012年07月21日 | メリダとおそろしの森                                      |
| 紙ひこうき Paperman                                                                                    | 2012年11月02日 | 2013年03月23日 | シュガー・ラッシュ                                        |
| ブルー・アンブレラ The Blue Umbrella                                                                   | 2013年06月21日 | 2013年07月06日 | モンスターズ・ユニバーシティ                              |
| ミッキーのミニー救出大作戦 Get a Horse!                                                                | 2013年11月27日 | 2014年03月14日 | アナと雪の女王                                            |
| 愛犬とごちそう Feast                                                                                   | 2014年11月07日 | 2014年12月20日 | ベイマックス                                              |
| 南の島のラブソング Lava                                                                                | 2015年06月19日 | 2015年07月18日 | インサイド・ヘッド                                        |
| ボクのスーパーチーム Sanjay's Super Team                                                               | 2015年11月25日 | 2016年03月12日 | アーロと少年                                              |
| ひな鳥の冒険 Piper                                                                                     | 2016年06月17日 | 2016年07月16日 | ファインディング・ドリー                                  |
| インナー・ワーキング Inner Workings                                                                    | 2016年11月23日 | 2017年03月10日 | モアナと伝説の海                                          |
| LOU Lou                                                                                                | 2017年06月16日 | 2017年07月15日 | カーズ/クロスロード                                       |
| アナと雪の女王/家族の思い出 Olaf's Frozen Adventure （ウォルト・ディズニー・アニメーション・スタジオ） | 2017年11月22日 | 2018年03月16日 | リメンバー・ミー （ピクサー・アニメーション・スタジオ）   |
| Bao | 2018年06月15日 | 2018年08月01日 | インクレディブル・ファミリー                              |
| マギー・シンプソンの初恋大奮闘 Maggie Simpson in Playdate with destiny （20世紀アニメーション）        | 2020年03月06日 | 2021年04月09日 | 2分の1の魔法 （ピクサー・アニメーション・スタジオ）       |
| 夢追いウサギ Burrow                                                                                    | 2020年12月25日 | 2020年12月25日 | ソウルフル・ワールド                                      |
| あの頃をもう一度 Us Again （ウォルト・ディズニー・アニメーション・スタジオ）                           | 2021年03月05日 | 2021年03月05日 | ラーヤと龍の王国                                          |
| ツリーから離れて Far From The Tree                                                                     | 2021年11月24日 | 2021年11月26日 | ミラベルと魔法だらけの家                                  |

#### 再上映
| 邦題 / 原題                                    | 公開日         | 日本公開日     | 同時上映作品                          |
| ---------------------------------------------- | -------------- | -------------- | ------------------------------------- |
| ニックナック Knick Knack                       | 2006年10月20日 | 2006年10月21日 | ナイトメアー・ビフォア・クリスマス 3D |
| ラプンツェルのウェディング Tangled Ever After  | 2012年01月13日 | 2012年10月24日 | 美女と野獣 3D                         |
| レックスはお風呂の王様 Partysaurus Rex（2012） | 2012年09月14日 | 2012年9月15日  | ファインディング・ニモ 3D             |
| フォー・ザ・バーズ For the Birds（2000）       | 2012年12月19日 | 2013年02月09日 | モンスターズ・インク 3D               |